# Nariz
Álvaro Lopes Cançado dit Nariz (né le 8 décembre 1912 à Uberaba au Brésil et mort le 19 septembre 1984), était un footballeur brésilien.

## Biographie
Durant sa carrière de joueur, Nariz ne joue que dans le championnat brésilien, tout d'abord à l'Atlético Mineiro entre 1930 et 1932, puis à Fluminense de 1933 à 1934, et enfin au Botafogo entre 1934 et 1941.
Il joue aussi en international avec le Brésil, disputant la coupe du monde 1938 en France. Il a en tout disputé quatre matchs entre 1934 et 1938.

## Palmarès

### Club
- Championnat du Minas Gerais (2) :

Atlético Mineiro : 1931, 1932
- Championnat carioca (1) :

Botafogo : 1935